# ジョー・ルイス (サッカー選手)
ジョー・ルイス（Joe Lewis、1987年10月6日 - ）は、イングランド・ベリー・セント・エドマンズ出身の元プロサッカー選手。現役時代のポジションは、GK。

## 経歴

### クラブ
1995年、8歳でノリッジ・シティFCのアカデミーに入団。2004年10月にクラブとプロ契約を締結したが、トップチームでの出番はなかった。
2008年1月8日、移籍金40万ポンドでリーグ2のピーターバラ・ユナイテッドFCに完全移籍。2012年7月、カーディフ・シティFCに移籍。
2016年6月、アバディーンFCに加入。
2024年10月15日、現役引退を表明した。

### 代表
ユース年代からイングランド代表に選出されていた。
2008年5月、A代表初招集。負傷したクリス・カークランドに代わりアメリカおよびトリニダード・トバゴとの親善試合に臨んだ。しかし、結局どちらの試合にも出場しなかった。

## 所属クラブ
ユース
- ノリッジ・シティFC 1995-2003

プロ
- ノリッジ・シティFC 2003-2008

→ストックポート・カウンティFC 2007 (loan)
→モアカムFC 2007 (loan)
- ピーターバラ・ユナイテッドFC 2008-2012
- カーディフ・シティFC 2012-2016

→ブラックプールFC 2014-2015 (loan)
→フラムFC 2015-2016 (loan)
- アバディーンFC 2016-2023

## 代表歴
- イングランドU-15
- イングランドU-16
- イングランド U-17
  - UEFA U-17欧州選手権2004
- イングランド U-19
- イングランド U-21
  - UEFA U-21欧州選手権2009

## タイトル
個人
- フットボールリーグ2年間ベストイレブン: 2007-08
- スコティッシュ・プレミアシップ年間ベストイレブン: 2016-17